# San-Gavino-d’Ampugnani
San-Gavino-d’Ampugnani (kors. San Gavinu d’Ampugnani) – miejscowość i gmina we Francji, w regionie Korsyka, w departamencie Górna Korsyka.
Według danych na rok 1990 gminę zamieszkiwało 56 osób, a gęstość zaludnienia wynosiła 17 osób/km².